# Balloonfest '86
Balloonfest '86 byla charitativní akce uskutečněná roku 1986 neziskovou organizací United Way of Cleveland v americkém městě Cleveland v Ohiu, během které bylo vypuštěno rekordních téměř 1,5 milionu nafukovacích balónků naplněných heliem. Tato akce měla původně být jen neškodnou propagační kampaní, ale po vypuštění byly balónky větrem unášeny zpět do Clevelandu a jeho okolí (včetně Erijského jezera), kde se nakonec úplně snesly k zemi, způsobujíce problémy v silniční dopravě a na nedalekém letišti. Balónky také narušily a prakticky znemožnily pátrání pobřežní hlídky po dvou ztracených rybářích, kteří byli nakonec nalezeni mrtví. Následovala soudní řízení, během kterých byly po organizátorech i městu samotném vymáhány miliony amerických dolarů jakožto náhrady za způsobené škody, díky čemuž se zprvu úspěšná charitativní akce dostala do ztráty.

## Přípravy
Akce byla koordinována společností Balloonart by Treb, která měla sídlo v Los Angeles. V čele společnosti stál Treb Heining, který přípravami na tuto akci strávil šest měsíců. V jihozápadním kvadrantu Clevelandského náměstí zvaného Public Square byla vztyčena konstrukce obdélníkového tvaru o velikosti 76 m krát 46 m, jejíž výška zhruba odpovídala třípatrové budově. Tato konstrukce byla potažená tkaným pletivem, která byla určená k zadržení balónků před vypuštěním. Uvnitř konstrukce pak asi 2 500 studentů a dalších dobrovolníků strávilo několik hodin napouštěním nafukovacích balónků heliem. Organizátor akce, United Way of Cleveland, původně plánoval vypustit 2 miliony balónků, nakonec ale napouštění skončilo po dosažení necelého 1,5 milionu. Děti na podporu organizace United Way prodávali dva balónky za cenu jednoho amerického dolaru.

## Vypuštění
V sobotu 27. září 1986 se s blížící se bouří organizátoři rozhodli v brzké vypuštění balónků okolo 13.50 hodin místního času. Necelých 1,5 milionu balónků se vzneslo z Clevelandského náměstí zvaném Public Square, obklopující 52patrový mrakodrap jménem Terminal Tower a překonávající světový rekord z minulého roku, který byl vytyčen během oslav 30. výročí Disneylandu.

## Následky
Za normálních okolností se nafukovací balónky vyrobené z latexu a naplněné heliem vznesou a zůstanou ve vzduchu dostatečně dlouho na to, aby úplně splaskly ještě předtím, než se snesou k zemi. V tomto případě se ale balónky střetly s frontou studeného vzduchu a deště a stále nafouknuté se tak snesly k zemi a zanášely silnice a vodní cesty v oblasti severovýchodního Ohia. V následujících dnech byly hlášeny také balónky odplavené na kanadské pobřeží Erijského jezera.
Dva rybáři jménem Raymond Broderick a Bernard Sulzer, kteří odešli 26. září 1986 byli druhého dne (tj. v den vypuštění balónků) svými rodinami nahlášeni jako nezvěstní. Po nahlášení záchranáři zahájili pátrání, při kterém byl nalezen jejich ukotvený, zhruba pětimetrový člun. Posádka vrtulníku pobřežní hlídky měla kvůli balónkům problémy dostat se k místu pátrání, z lodí zase bylo pátraní po nezvěstných rybářích prakticky nemožné, protože přes balónky nebylo ve vodě nic vidět. 29. září bylo pátrání ukončeno úplně, později byla těla obou rybářů vyplavena na pobřeží. Manželka jednoho z rybářů zažalovala společnosti United Way of Cleveland a Balloonart by Treb a jako odškodnění požadovala 3,2 milionu amerických dolarů, později však přistoupila na mimosoudní vyrovnání za nezveřejněnou částku.
Balónky snášející se na pastvinu v okrese Medina vyděsily koně (arabské plnokrevníky) patřící Louisi Nowakowskimu, kteří údajně kvůli tomu utrpěli zranění s trvalými následky. Nowakowski následně zažaloval společnost United Way a požadoval 100 tisíc amerických dolarů jako odškodné, později rovněž přijal mimosoudní vyrovnání za nezveřejněnou částku.
Letiště Cleveland (Cleveland Burke Lakefront Airport – KBKL) muselo kvůli balónkům uzavřít jednu ze svých vzletových a přistávacích drah po dobu asi 30 minut. S přímou souvislostí s balónky bylo také nahlášeno několik silničních dopravních nehod.
Guinnessova kniha rekordů z roku 1988 tuto událost uznala jako světový rekord v počtu najednou vypuštěných nafukovacích balónků, neboť bylo vypuštěno celkem 1 429 643 balónků.